# Fiyi en la Copa Mundial de Rugby de 1991
La Selección de rugby de Fiyi fue uno de los 16 participantes de la Copa Mundial de Rugby de 1991 que se realizó en Inglaterra.
Fue la segunda participación de los Flying Fijians en la Copa Mundial de Rugby.

## Plantel
| Nombre                | Posición       | Club                             |
| --------------------- | -------------- | -------------------------------- |
| Mosese Taga (c.)      | hooker         | QVS Old Boys/Suva                |
| Dranivesi Baleiwai    | hooker         | Duavata/Rewa                     |
| Salacieli Naivilawasa | hooker         | Fiji Police/Suva                 |
| Epeli Naituivau       | pilar          | Fiji Army/Suva                   |
| Peni Volavola         | pilar          | Queensland                       |
| Naibuka Vuli          | pilar          | Public Works Department /Lautoka |
| Sam Domoni            | segunda línea  | Waimanu/Rewa                     |
| Ilaitia Savai         | segunda línea  | Regent/Nadi                      |
| Aisake Nadolo         | segunda línea  | QVS Old Boys/Suva                |
| Alifereti Dere        | ala            | Fiji Army/Suva                   |
| Laisenia Kato         | ala            | Fiji Army/Suva                   |
| Laisenia Kato         | ala            | Saunaka/Nadi                     |
| Max Olsson            | ala            | St.John's Marist/Suva            |
| Pita Naruma           | ala            | Fiji Police/Suva                 |
| Ifereimi Tawake       | Número 8       | Yalovata/Nadroga                 |
| Pauliasi Tabulutu     | medio scrum    | Nabua                            |
| Mosese Vosanibola     | medio scrum    | QVS Old Boys/Suva                |
| Tomasi Rabaka         | medio apertura | Mount St. Mary's/Nadi            |
| Waisale Serevi        | medio apertura | Nabua/Suva                       |
| Kalaveti Naisoro      | centro         | FSC/Lautoka                      |
| Savenaca Aria         | centro         | Regent/Nadi                      |
| Tomasi Lovo           | wing           | QVS Old Boys/Suva                |
| Noa Nadruku           | wing           | Hyatt/Nadroga                    |
| Fili Seru             | wing           | Nabua/Suva                       |
| Tevita Vonolagi       | wing           | Fiji Army                        |
| Severo Koroduadua     | zaguero        | Suva                             |
| Opeti Turuva          | zaguero        | Yavusania/Nadi                   |

## Participación

### Grupo D
| Equipo  | Gan. | Emp. | Per. | A favor | En contra | Puntos |
| ------- | ---- | ---- | ---- | ------- | --------- | ------ |
| Francia | 3    | 0    | 0    | 82      | 25        | 9      |
| Canadá  | 2    | 0    | 1    | 45      | 33        | 7      |
| Rumania | 1    | 0    | 2    | 31      | 64        | 5      |
| Fiyi    | 0    | 0    | 3    | 27      | 63        | 3      |
| 5 de octubre de 1991 | Canadá                     | 13 – 3 | Fiyi         | Estadio Jean-Dauger, Bayona,                                           |                                                                        |
|                      | Try: Stewart Pen: Rees (3) |        | Drop: Serevi | Asistencia: 5000 espectadores Árbitro(s): Kerry Fitzgerald (Australia) | Asistencia: 5000 espectadores Árbitro(s): Kerry Fitzgerald (Australia) |

| 8 de octubre de 1991 | Francia                                                                   | 33 – 9 | Fiyi                                        | Stade Lesdiguières, Grenoble,                                   |                                                                 |
|                      | Tries: Lafond , Sella , Camberabero Con: Camberabero (3) Pen: Camberabero |        | Try: Naruma Con: Koroduadua Pen: Koroduadua | Asistencia: 18.548 espectadores Árbitro(s): Derek Bevan (Gales) | Asistencia: 18.548 espectadores Árbitro(s): Derek Bevan (Gales) |

| 12 de octubre de 1991 | Fiyi                                     | 15 – 17 | Rumania                                             | Estadio Amédée Domenech, Brive-la-Gaillarde,                   |                                                                |
|                       | Pen: Turuva (2) Drops: Rabaka (2) Turuva |         | Tries: Ion Dumitraș Sasu Con: Răcean Pen: Nichitean | Asistencia: 8500 espectadores Árbitro(s): Owen Doyle (Irlanda) | Asistencia: 8500 espectadores Árbitro(s): Owen Doyle (Irlanda) |